# Московское военно-музыкальное училище
Московское военно-музыкальное училище имени генерал-лейтенанта В. М. Халилова — единственное в Вооружённых Силах Российской Федерации образовательное учреждение среднего профессионального музыкального образования.

## История
1 августа 1937 года, по инициативе инспектора военных оркестров РККА Семёна Чернецкого, совместным постановлением Народного комиссариата обороны РСФСР и Народного комиссариата просвещения РСФСР, была образована 2-я Московская школа военно-музыкантских воспитанников Красной Армии. Школа комплектовалась из воспитанников детских домов в возрасте от 12 лет и старше, имеющих образование в объёме не ниже 3-4 классов средней школы. Срок обучения составлял 3 года, первый выпуск школы состоялся 10 июля 1940 года.
С 1938 года воспитанники участвуют в военных парадах на Красной площади.
В 1956 году Московскому Суворовскому военно-музыкантскому училищу вручено Боевое Знамя.
С 1960 года — Московская военно-музыкальная школа. Суворовцы проходили семилетний курс обучения с получением диплома о среднем специальном образовании.
С 1981 года — Московское военно-музыкальное училище с четырёхлетним сроком обучения.
В 1987 году училищу была присуждена премия Ленинского комсомола.
Училище готовит музыкантов для комплектования военных оркестров российских Вооружённых Сил. В училище принимаются юноши, имеющие 9 классов основного общего образования, музыкальную подготовку в объёме дополнительной предпрофессиональной программы в области музыкального искусства и владеющие, как правило, одним из духовых или ударных музыкальных инструментов. Срок обучения 3 года и 10 месяцев (4 учебных курса). На каждом курсе проходят обучение не более 50 человек. Суворовцы проходят обязательную военную подготовку.
Оркестр суворовцев Московского военно-музыкального училища — участник парадов, посвящённых Дню Великой Победы на Красной площади в Москве. Суворовцы выступают не только на концертных площадках России, но и в Швейцарии, Германии, Франции, Италии, Англии, Польши, Чехии. С 2006 года оркестр училища — постоянный участник Международного военно-музыкального фестиваля «Спасская башня», с 2016 года — Международного военно-музыкального фестиваля «Амурские волны».
Торжественная церемония выпуска суворовцев Московского военно-музыкального училища проводится на Соборной площади Московского Кремля.

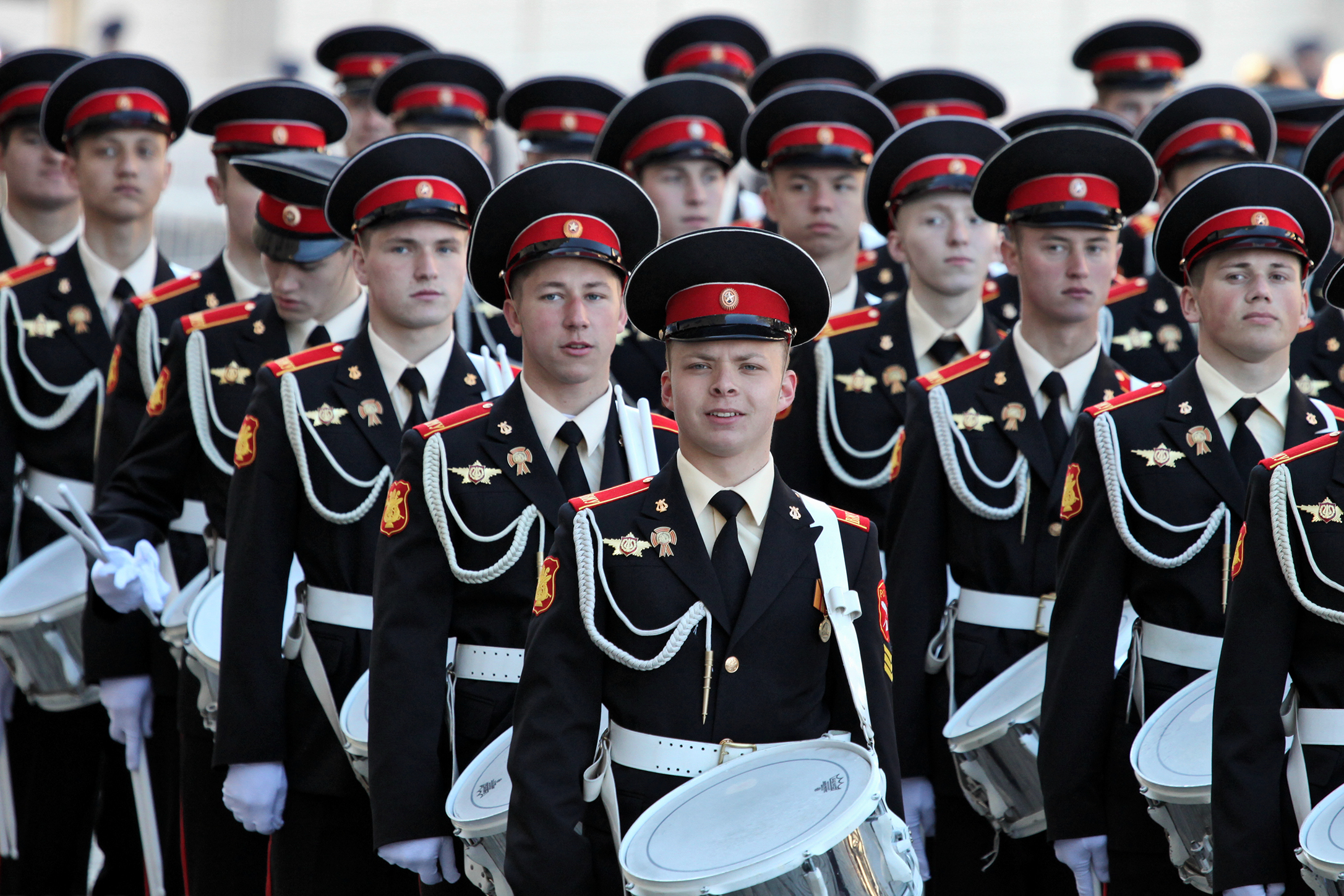
Рота барабанщиков училища на Параде Победы в Москве, 2013 год
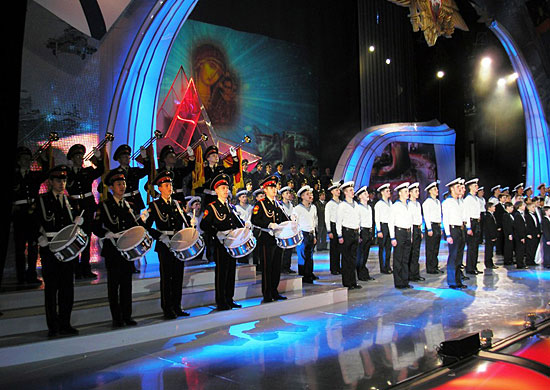
Выступление на праздничном концерте в Москве
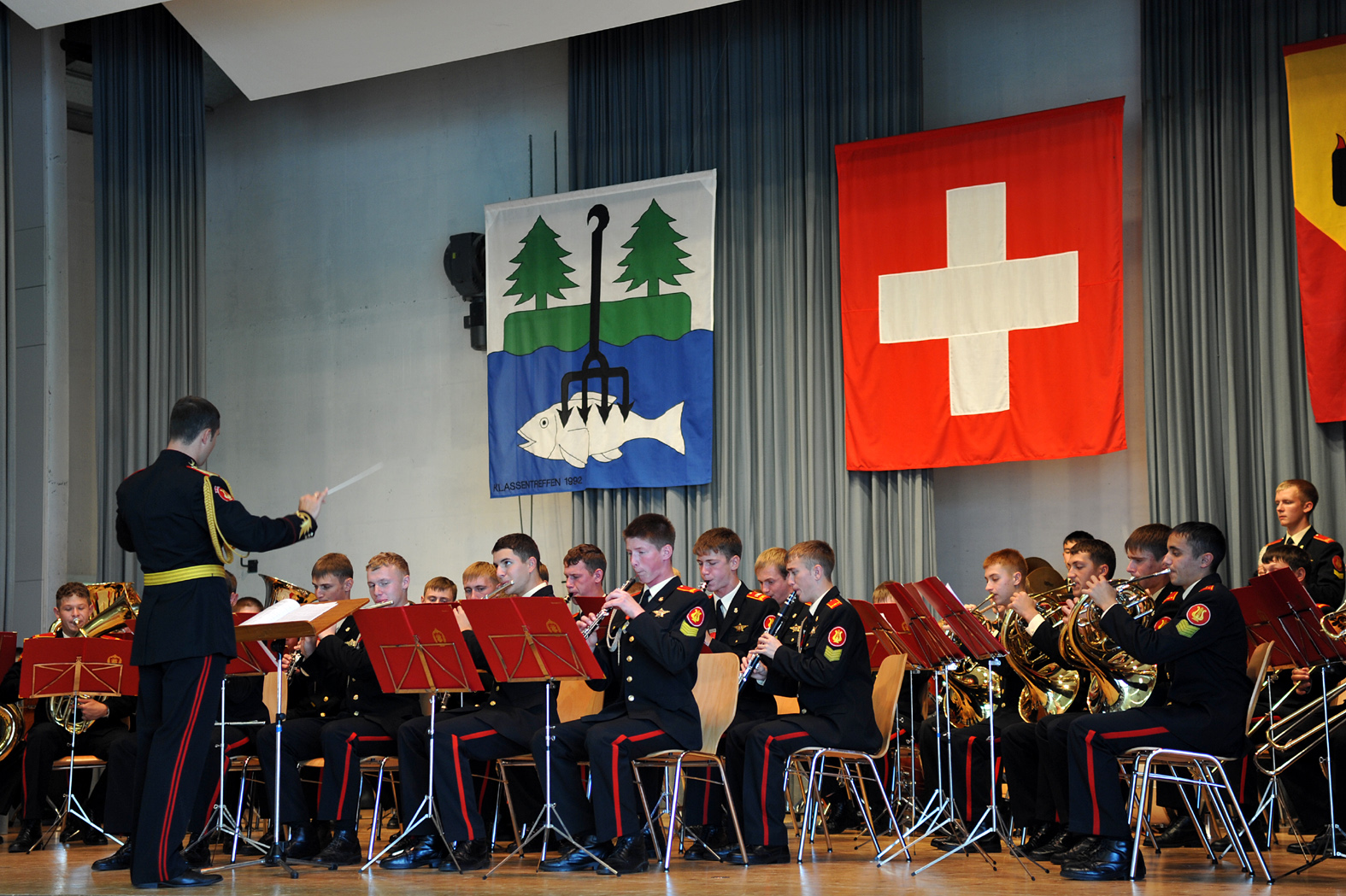
Оркестр училища в Инквиле (Швейцария), 2011 год
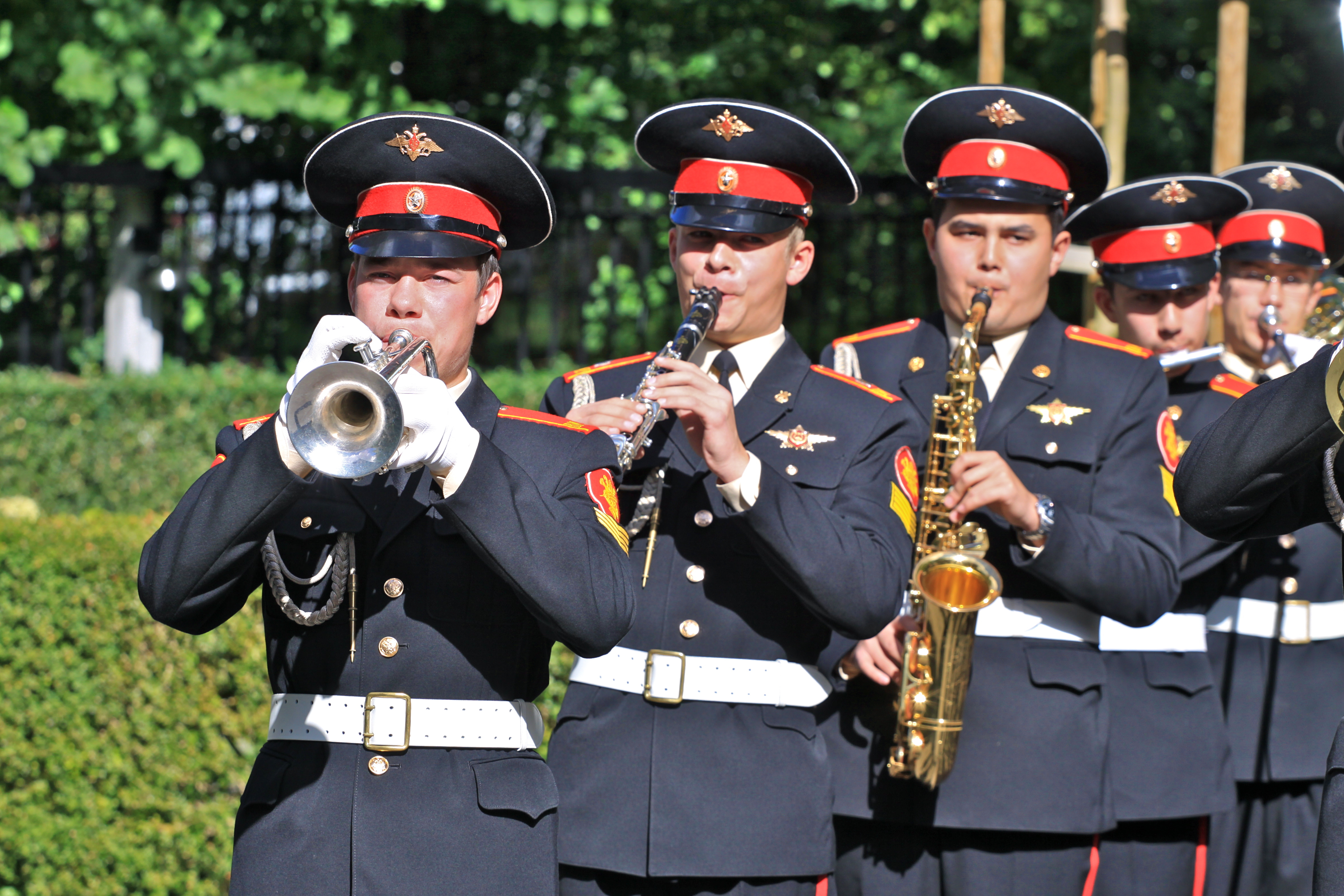
Духовая группа в Берне (Швейцария), 2010 год

30 декабря 2016 года распоряжением Правительства РФ училищу присвоено имя начальника и художественного руководителя Академического дважды Краснознамённого, ордена Красной Звезды ансамбля песни и пляски Российской армии имени А. В. Александрова генерал-лейтенанта Валерия Михайловича Халилова.
Училище подчинено начальнику Военно-оркестровой службы Вооружённых Сил Российской Федерации — главному военному дирижёру.

## Начальники
- подполковник Леонид Николаевич Банк (1937—1939)
- интендант 2 ранга Борис Львович Аранович (1939—1940)
- полковник Владимир Иванович Злобин (1940—1957)
- полковник Николай Михайлович Назаров (1957—1958)
- полковник Константин Васильевич Камышов (1958—1960)
- полковник Аркадий Николаевич Мякишев (1961—1970)
- полковник Владимир Яковлевич Волков (1970—1975)
- полковник Владимир Иванович Детистов (1975—1982)
- полковник Константин Иванович Романченко (1982—1986)
- полковник Аркадий Емельянович Джагупов (1986—1993)
- полковник Геннадий Александрович Афонин (1993—2005)
- полковник запаса Александр Петрович Герасимов (2005 — н. в.)